# Musée de la cathédrale de Segorbe

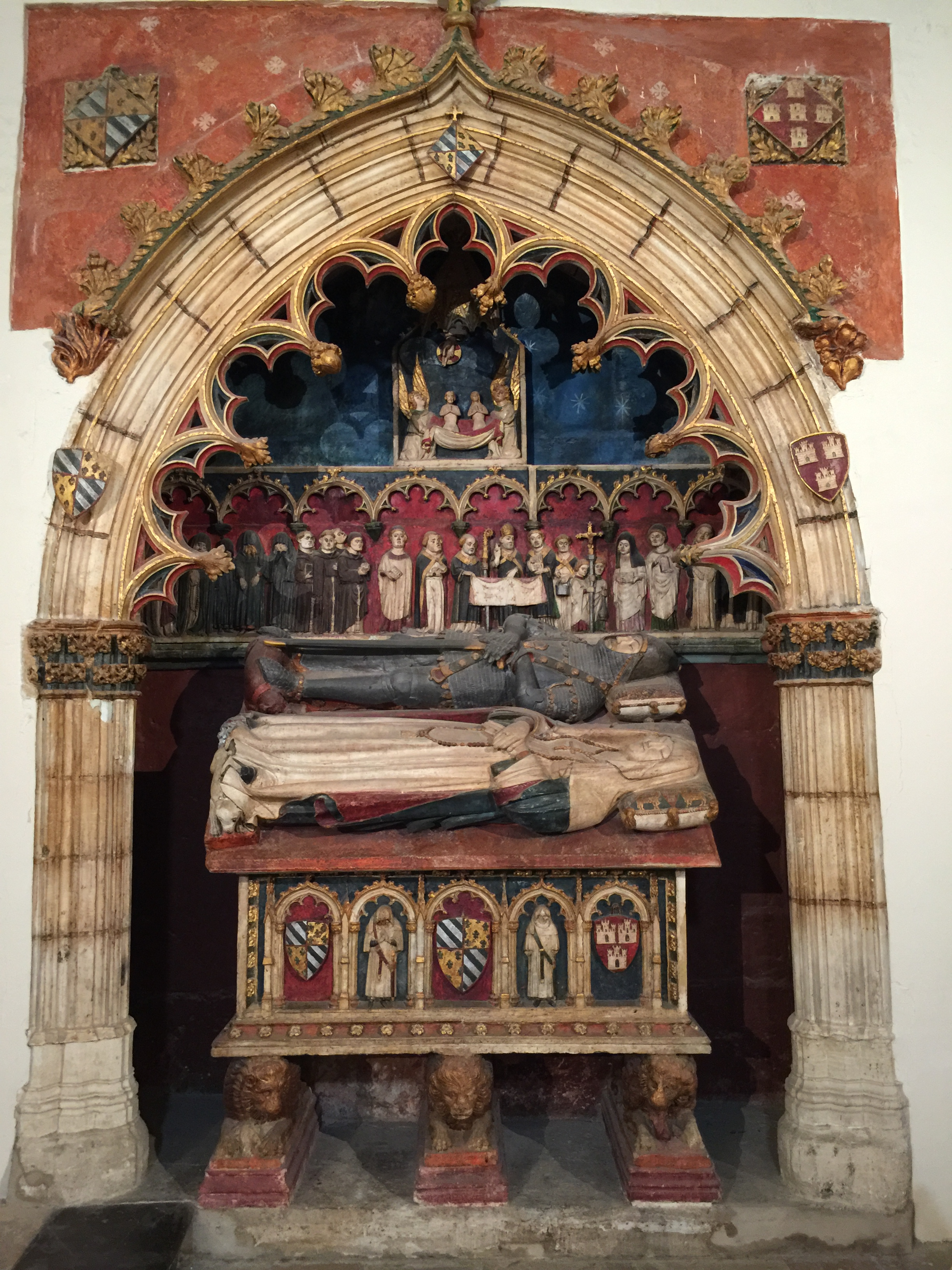
Sépulcre des Vallterra (fin du XIVe siècle)

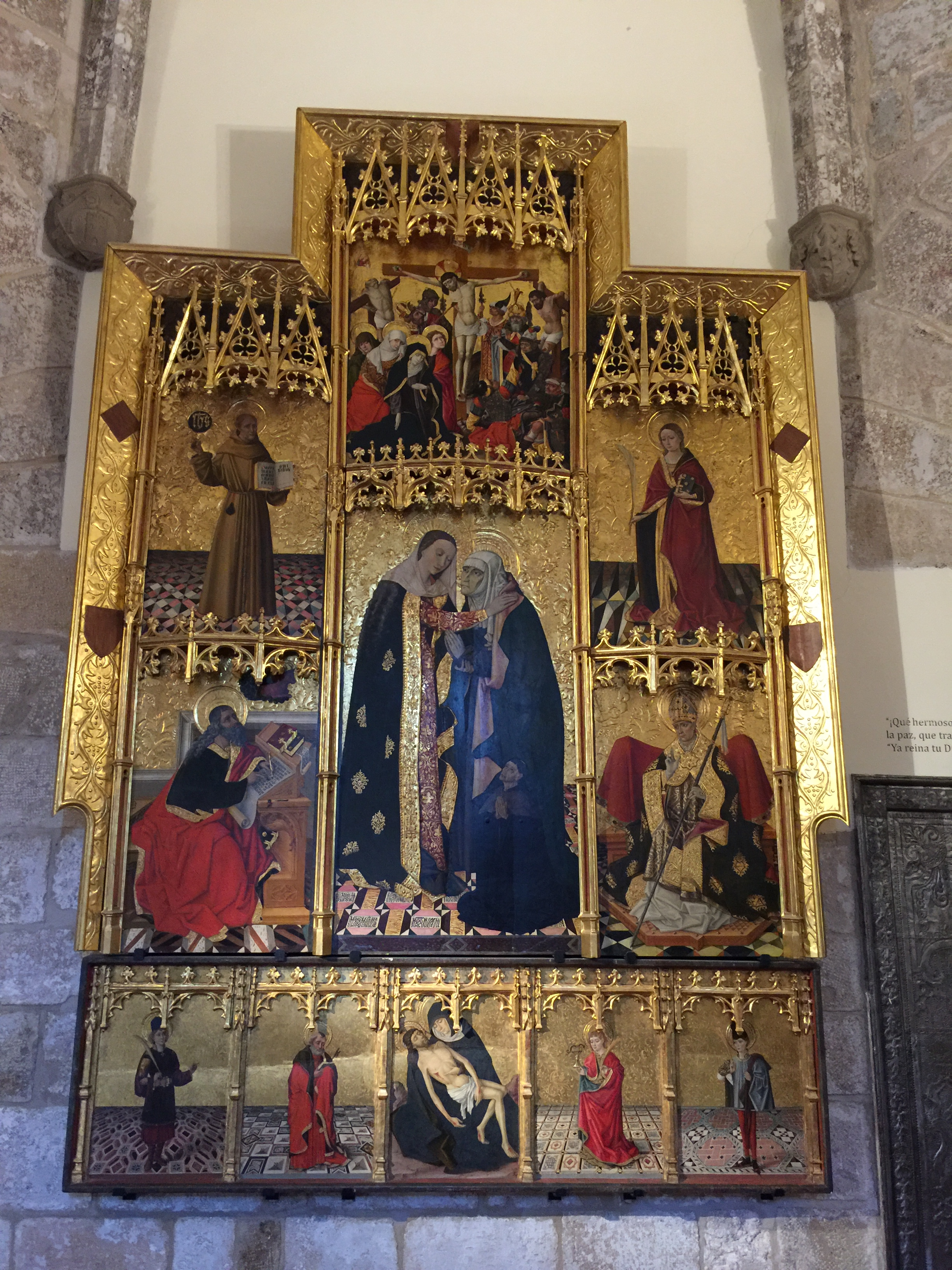
Retable de la Visitation par le maître de Segorbe (1460-70)

Le Musée de la cathédrale de Segorbe a été créé en 1949 à des fins de conservation. Intégré en 1994 au réseau de musées de la Generalitat de Valence, il a vraiment été ouvert au public en 2003. Outre les fonds propres de la cathédrale, il accueille aussi les richesses artistiques du diocèse, notamment celles de la chartreuse de Valldecrist maintenant en ruines.
Le musée contient des tableaux et retables majeurs des XIVe siècle XVe siècle et XVIe siècle. Il contient des œuvres très représentatives du gothique international : Miquel Alcanyis, Jaume Mateu et Gonçal Peris. Le style hispano-flamand du milieu du XVe siècle est représenté par Joan Reixach, le maître de San Lucas, le maître de Segorbe et le maître de Perea. Le musée expose aussi des peintres valenciens du XVIe siècle : Francisco de Osona, le maître de Borbotó, Felipe Pablo de San Leocadio et Antoniazzo Romano, ainsi que les panneaux du retable majeur réalisé par Vicente Macip et Juan de Juanes. Enfin, de nombreux tableaux du XVIIe au XIXe siècle avec des œuvres de Gregori Bausà, des continuateurs de Ribalta, Espinosa, Vergara, Camarón, Planes ou Vicente López.
Les sculptures, moins nombreuses, présentent des bas-reliefs provenant d'anciens portiques ou retables et l'ensemble de consoles du cloître inférieur et de la chapelle du Salvador. À signaler en particulier le sépulcre des Vallterra, l'image de la Vierge à l'enfant appelée La Primitiva, le bas-relief de la Madone attribué à Donatello ou les stalles du chœur datant des débuts du XVIIIe siècle.
Les œuvres sont exposées dans les cloîtres de l'étage inférieur et supérieur, les chapelles annexes et d'autres salles de l'édifice. Alors que le cloître supérieur ne se visite que sur rendez-vous, le cloître inférieur est normalement ouvert aux visiteurs. Ce dernier contient les pièces suivantes :
- Chapelle de Sainte Claire et Sainte Eulalie : Vierge de la sagesse en marbre de Carrare par le sculpteur florentin Donatello, vers 1460.
- Chapelle de Saint Antoine et Antoine de Padoue : retable de Santa Clara y Santa Eulalia attribué à Pere Serra (1403).
- Chapelle prieurale du Salvador donnant sur le cloître : outre le sépulcre des Vallterra due à l'atelier de Pere Moragues (XIVe siècle, cette chapelle contient le retable de la Dernière Cène par Joan Reixach (c. 1455) et le retable de San Lucas (c. 1460), ainsi qu'une reconstruction du retable monumental réalisé par Vicente Masip et Juan de Juanes (XVIe siècle).
- Chapelle de Todos los Santos : retable de la Vida de Maria attribué à Martin Torner (fin du XVe siècle), une sculpture de Saint Onuphre et trois des anciennes clés de voûte de la cathédrale médiévale représentant l'Annonciation, la Pentecôte et les évangélistes Luc et Marc, de l'atelier de Gonçal Peris.
- Salle Capitulaire : retable de la Visitation (XVe siècle); Abrazo ante la puerta dorada par Miquel Alcanyís (c. 1400).
- Chapelle de San Jeronimo : imposant retable de Saint Jérôme attribué à Jaume Mateu (c. 1430), des tableaux de Sainte Catherine de Sienne, Saint Onuphre et Saint Jérôme attribués au Maestro de Perea, ainsi qu'un portrait de Saint Grégoire par Francisco de Osona (fin du XVe siècle).
- Chapelle de la Santa Cruz : retable de Saint Martin de Tours par Joan Reixach (1447).
- Chapelle de San Valero : retable des Almas (c. 1500) par le Maestro de Perea; retable de San Valero (c. 1430) par Jaume Mateu « joyau du gothique international réalisé pour cette chapelle » ; Calvario, Crucifixion de San Pedro de Felipe Pablo de San Leocadio; Icona de Cristo d'Antoniazzo Romano.

Le musée offre aussi des pièces d'orfèvrerie (calices, reliquaires) ainsi que des vêtements sacerdotaux allant du XIVe au XIXe siècle. Une galerie des évêques affiche les portraits d'une trentaine d'évêques qui se sont succédé à la tête du diocèse depuis la fin du XVIIe siècle.
L'accès au musée se fait par la Puerta de Santa Maria, Calle de Santa Maria, 12, Segorbe. Visite tous les jours de 11h à 13h30, sauf le lundi.

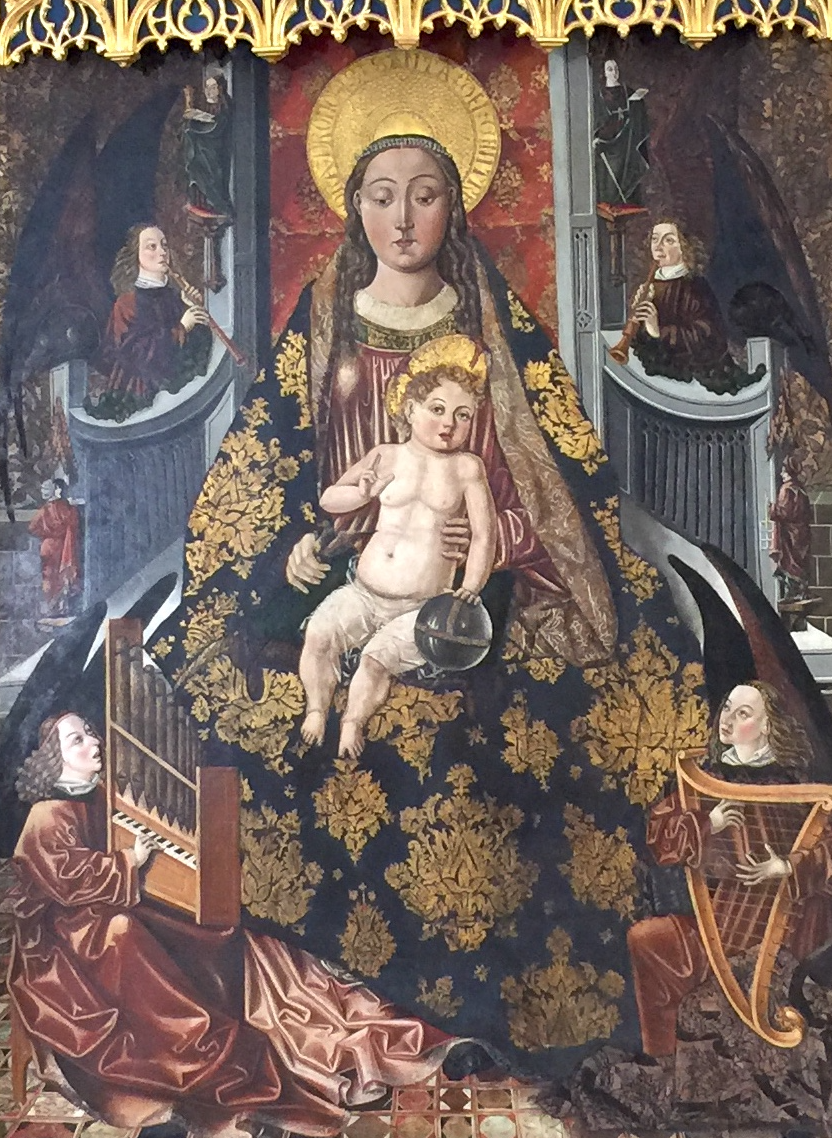
Martin Torner, Retable de la Vie de Marie
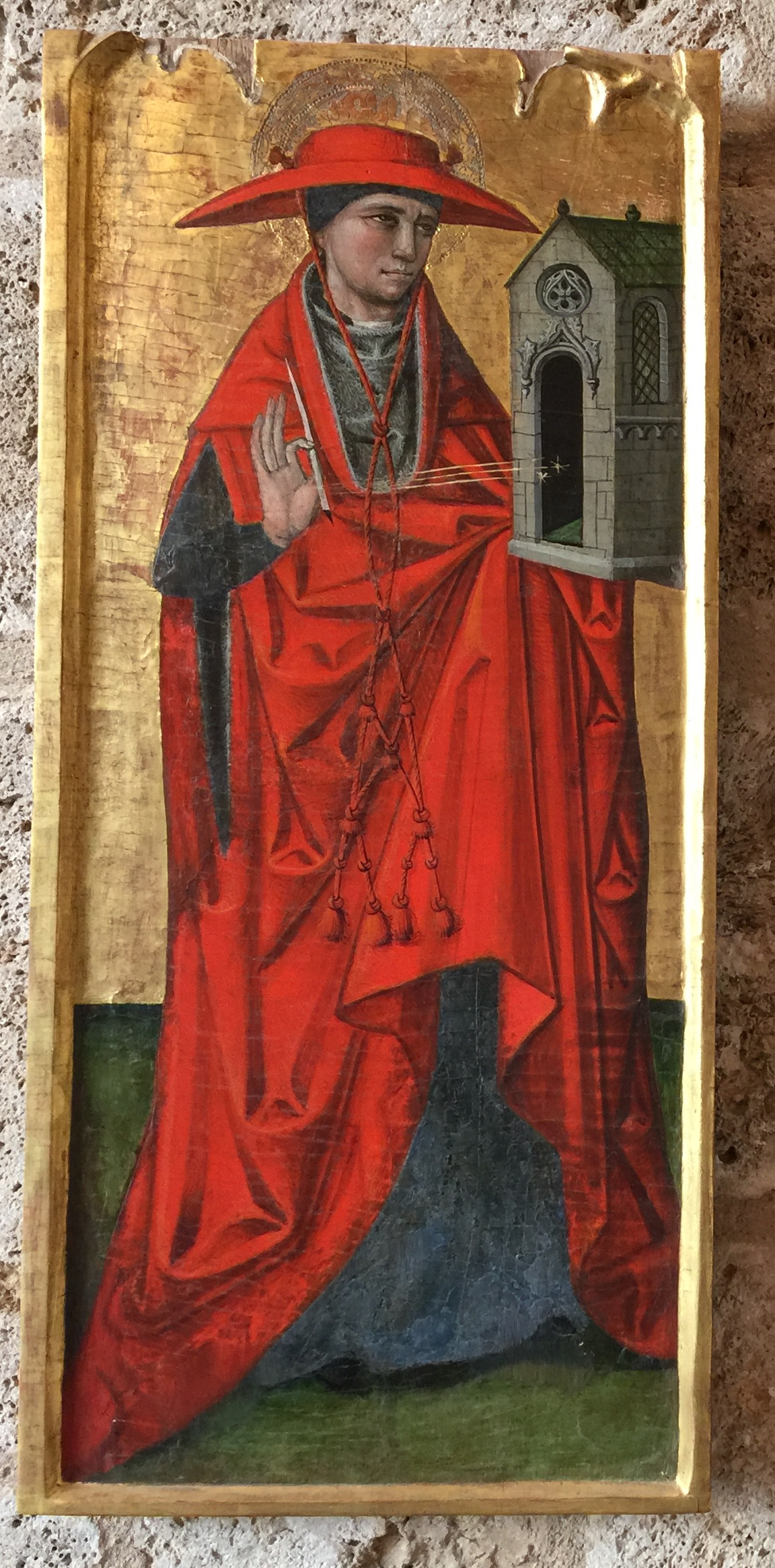
Saint Jérôme par le Maestro de Perea
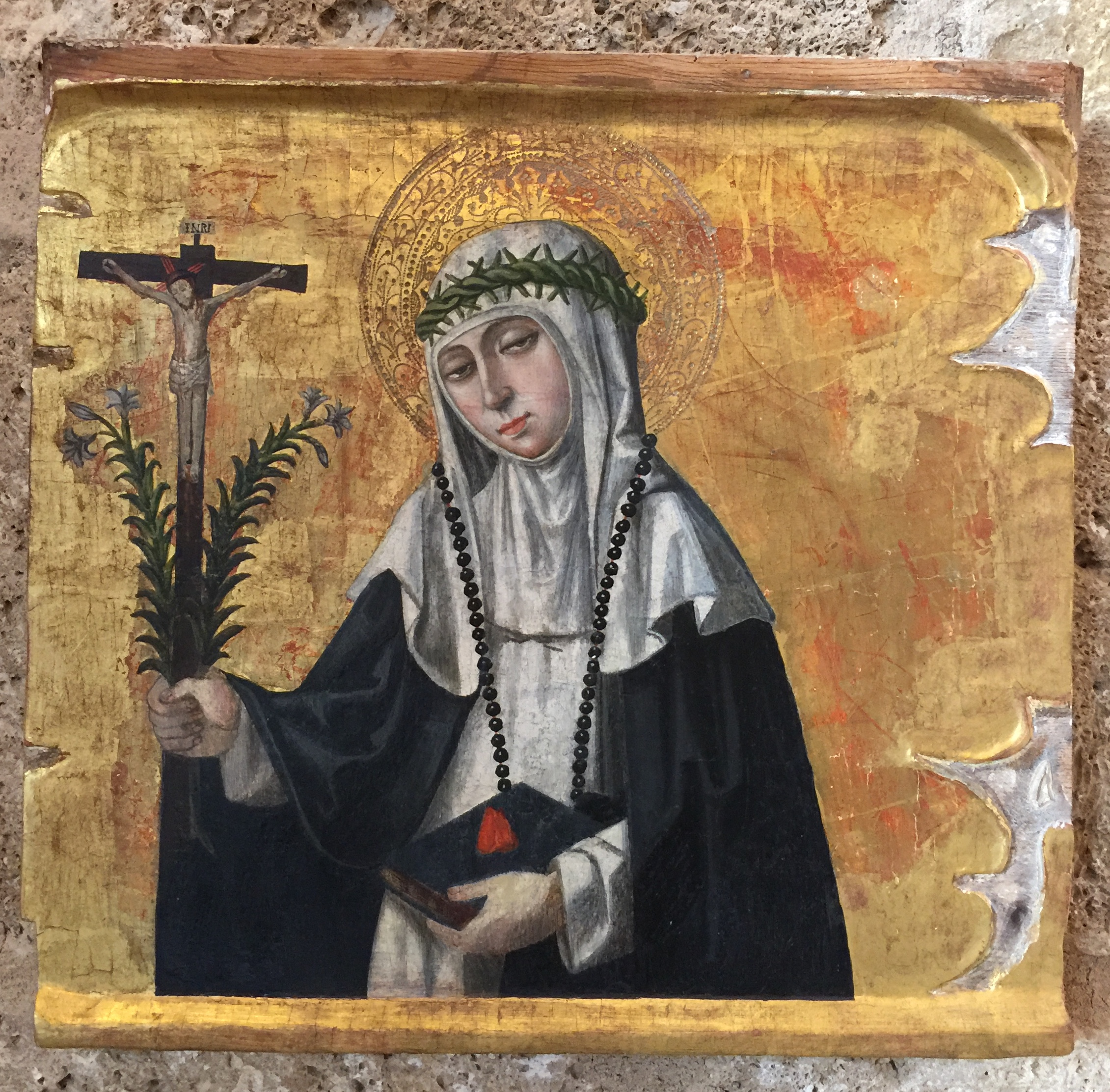
Sainte Catherine de Sienne par le Maestro de Perea
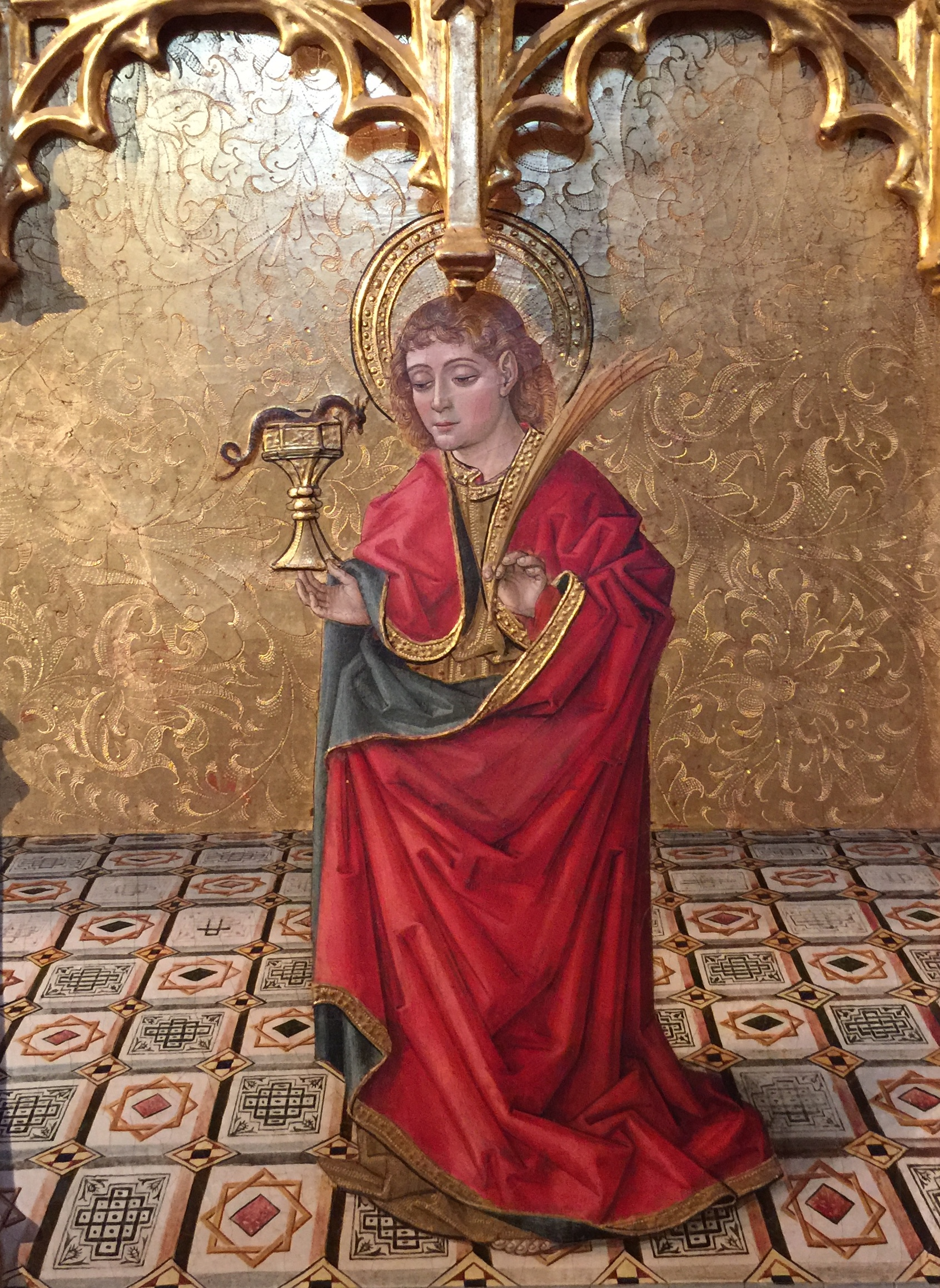
Prédelle de la Visitation par le Maître de Segorbe
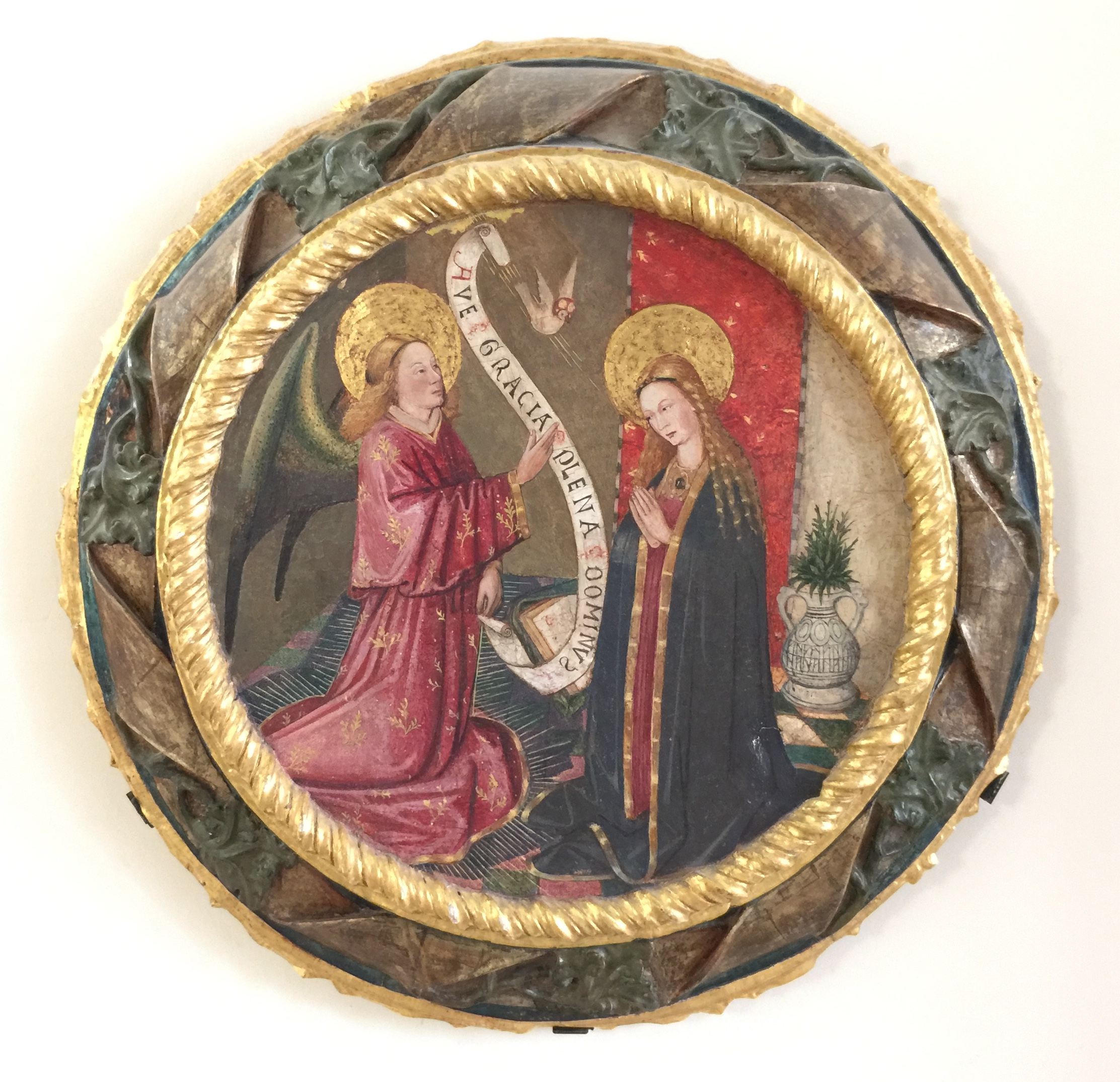
Annonciation par Joan Reixach

## Sources
- (es) Cet article est partiellement ou en totalité issu de l’article de Wikipédia en espagnol intitulé « Museo de la Catedral de Segorbe » (voir la liste des auteurs).
- (es) R. Rodriguez Culebras, O. Olucha Montins et D. Montolio Toran, Catálogo del Museo Catedralicio de Segorbe, Segorbe, 2006.
- Feuillet d'information diffusé par le musée aux visiteurs.